# Chrysolina fragariae
Chrysolina fragariae (лат.) — вид травяных листоедов подсемейства хризомелин, семейства листоедов. Единственный представитель подрода Rhyssoloma. Является эндемиком острова Мадейра. Встречается на склонах гор. Имаго встречается в августе. Питаются на кустарниках рода Bystropogon. Не способен летать. Вероятно является яйцеживородящим видом.